# Hermann von der Goltz
Hermann Alexander Georg Maximilian von der Goltz, född den 17 mars 1835 i Düsseldorf, död den 25 juli 1906, var en tysk friherre och protestantisk teolog.
von der Goltz var först legationspredikant i Rom och blev sedan professor i dogmatik i Basel 1870, i Bonn 1873 samt i Berlin 1876, där han tillika var prost och sedan 1892 prästerlig vicepresident i det evangeliska överkyrkorådet. 
Bland von der Goltz skrifter kan nämnas Die christlichen Grundwahrheiten (1873), Die Grenzen der Lehrfreiheit (samma år) och den postuma Grundlagen der christlichen Socialethik (1908).